# نشيد الشمس

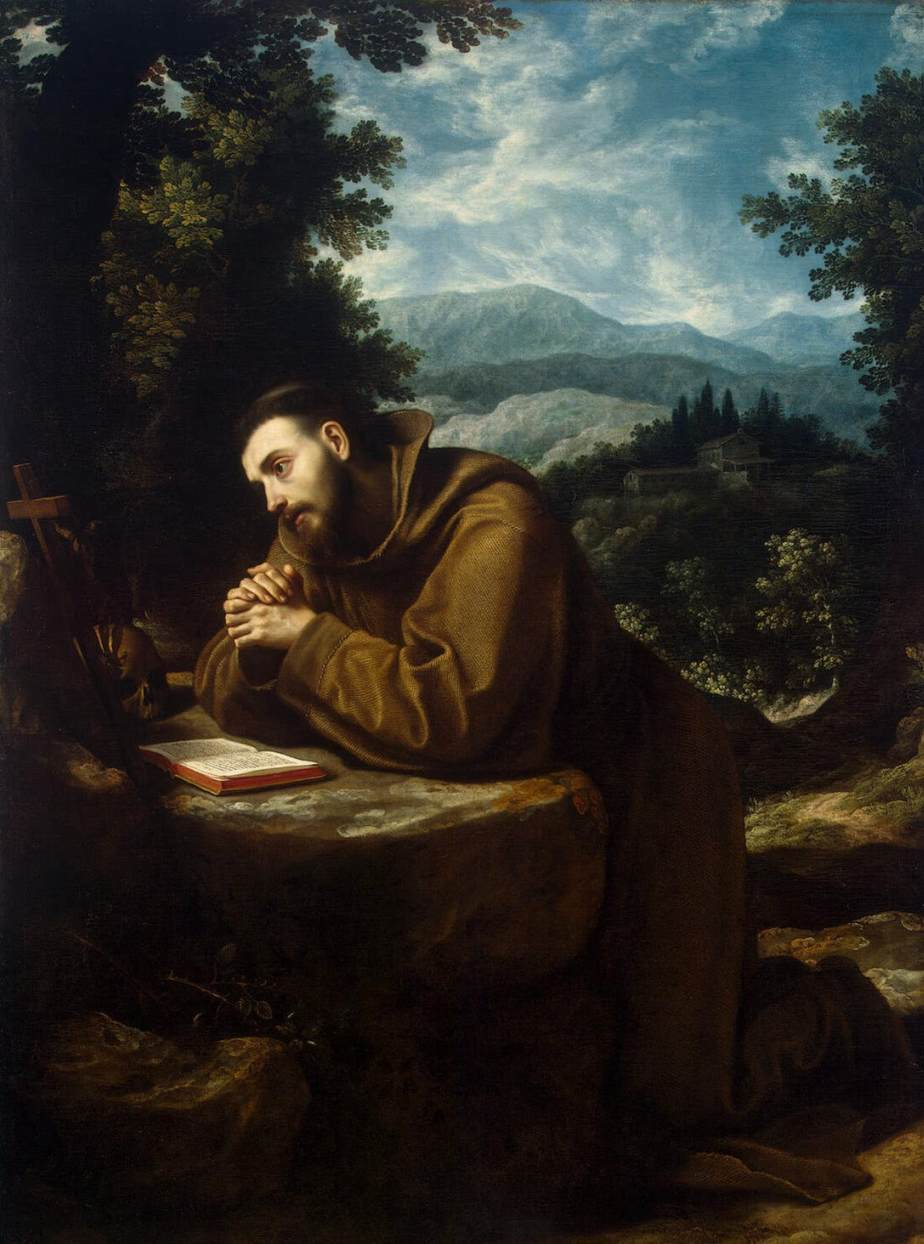
القديس فرنسيس الأسيزي نحو 1600

نشيد الشمس هو ترنيمة دينية من تأليف القديس فرنسيس الأسيزي . وقد كُتب بلهجة أمبريا الإيطالية ولكنها تردمت منذ ذلك الحين إلى العديد من اللغات. ويُعتقد أنه أول عمل أدبي مكتوب باللغة الإيطالية لمؤلف معروف.